# Santiago de Figueiró
Santiago de Figueiró is een plaats (freguesia) in de Portugese gemeente Amarante en telt 2 986 inwoners (2001).